# Французька мова
Францу́зька мо́ва (фр. français [fʁɑ̃sɛ] ( прослухати) або langue française [lɑ̃ɡ fʁɑ̃sɛːz] ( прослухати)) — мова французів (офіційна мова Франції), франкомовного населення Бельгії, Швейцарії, Канади (у яких є однією з офіційних). Також французькою мовою користується населення багатьох держав Африки, Карибського басейну (наприклад, Гаїті), Французької Гвіани, зокрема і як офіційною мовою. Загалом французька є офіційною у 29 країнах. Вона є також однією з шести офіційних мов ООН та другою у світі після англійської що присутня на всіх континентах.

## Класифікація
Французька мова аналітична, належить до індоєвропейської сім'ї мов (романська група).

## Історія
Розвинулась на території сучасної Франції з групи романських діалектів ойль, що, своєю чергою, вийшли з народної латини, яку принесли римляни після завоювання Галлії в II—I столітті до нашої ери. До цього мешканці сучасної Франції розмовляли галльською мовою, однією з різновидів кельтських мов. Під час римського панування вона поступово занепала, жителі перейшли на галло-романську, що утворилася з латини на галльському субстраті. Остаточно ранній варіант французької, давньофранцузька мова, сформувався близько X ст. Найдавнішою пам'яткою французької (старофранцузької) мови вважають «Страсбурзькі клятви» (842 рік). Перша літературна пам'ятка — «Секвенція про святу Євлалію» (881 рік).
Мовою королівської адміністрації й офіційного застосування стала завдяки ордонансу Вілле-Котре у 1539.
Протягом XVII століття французька замінила латинь як найважливішу мову дипломатії та міжнародних відносин (lingua franca). Вона зберігала цю роль приблизно до середини xx століття, коли її замінила англійська, оскільки Сполучені Штати стали домінуючою світовою державою після Другої світової війни. Стенлі Мейслер з Los Angeles Times сказав, що той факт, що Версальський договір був написаний англійською, а також французькою, був «першим дипломатичним ударом» по цій мові.
Під час Grand Siècle (XVII століття) Франція під правлінням могутніх лідерів, таких як кардинал Рішельє та Людовик XIV, насолоджувалася періодом процвітання та видатності серед європейських націй. Рішельє заснував Académie française для захисту французької мови. На початку 1800-х паризька французька стала основною мовою аристократії у Франції.
На початку XIX століття французький уряд почав проводити політику з кінцевою метою викорінення багатьох меншин і регіональних мов (patois), якими розмовляють у Франції. Це почалося в 1794 з доповіді Анрі Грегуара «Про необхідність і засоби знищення patois та універсального використання французької мови». Коли державну освіту зробили обов'язковою, викладали лише французьку, а використання будь-якої іншої (patois) мови каралося. Цілі системи державних шкіл були особливо чіткі для франкомовних учителів, яких відправляли навчати учнів у такі регіони, як Окситанія та Бретань. Інструкції, надані французьким чиновником вчителям департаменту Фіністер, що на заході Бретані, включали наступне: «І пам’ятайте, панове: вам дали посаду, щоб убити бретонську мову». Префект Нижніх Піренеїв у французькій Країні Басків писав у 1846: «Наші школи в Країні Басків спеціально призначені для заміни баскської мови французькою...» Учнів навчали, що мови їхніх предків були неповноцінними і їх треба соромитися; цей процес був відомий в окситаномовному регіоні як Vergonha.

## Поширеність

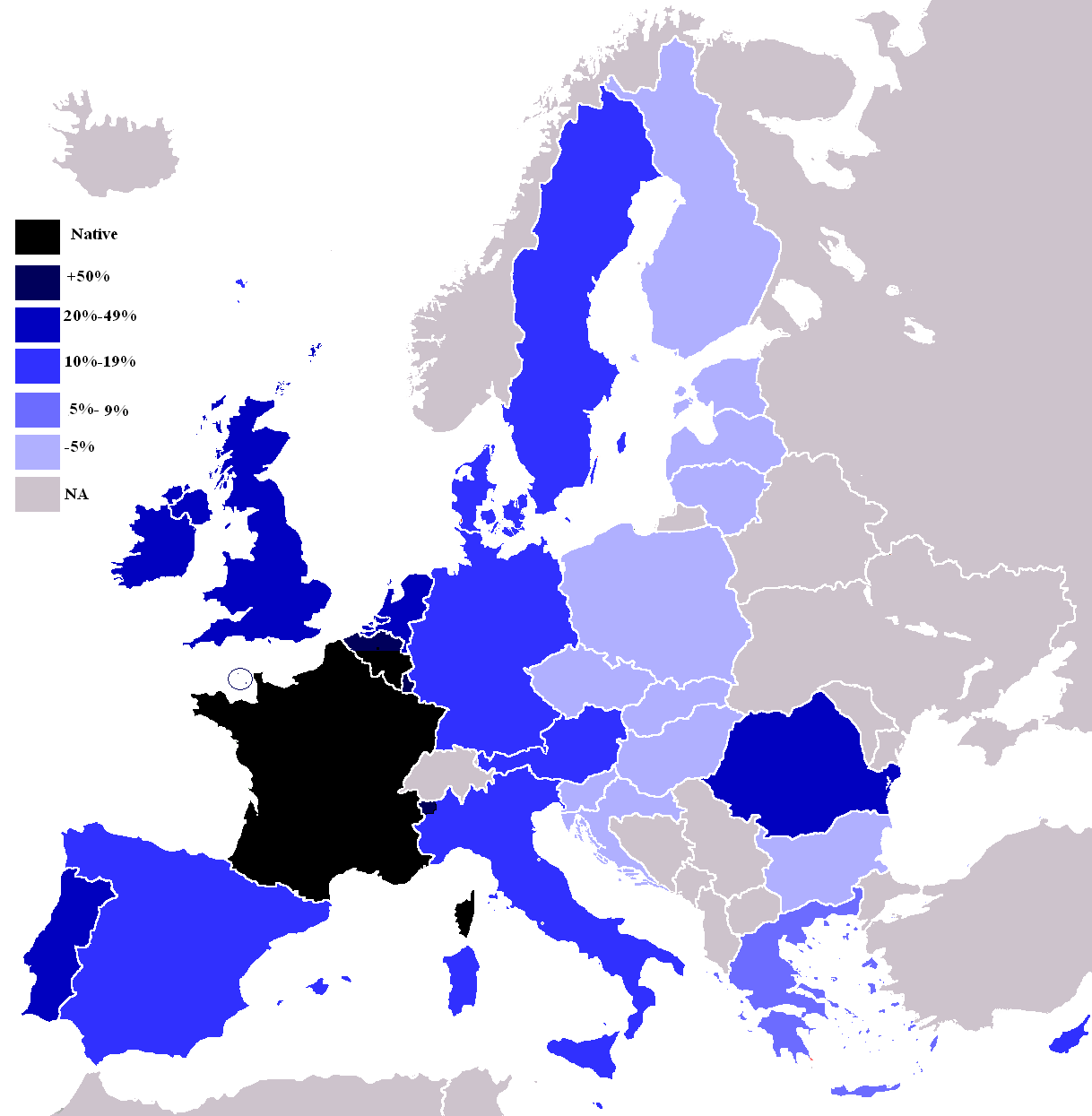
Знання французької мови у Європейському Союзі

Французька — третя романська мова за кількістю мовців після іспанської та португальської. У 1999 вона була 11-ю серед найуживаніших мов світу, французькою розмовляють від приблизно 70 мільйонів до 128 млн людей як рідною (їх називають франкофонами) до 190 мільйонів загалом. Вона є офіційною або адміністративною у різноманітних спільнотах і організаціях (Європейський Союз, ООН).
Французька мова — друга у світі за популярністю вивчення як іноземної мови, Кількість людей, здатних спілкуватися французькою, складає 200 млн (відповідно до даних, наведених на сайті Французької академії, що здійснює регулювання французької мови). Французька вважається однією з найпростіших мов для вивчення для тих, хто вільно володіє англійською.
Поширення сфери впливу французької мови — одна з головних задач товариства Альянс Франсез, яке має понад тисячу представництв у всіх кутках світу.

### Статус
У Франції за Конституцією країни, французька мова набула статус офіційної у 1992. Всі офіційні документи і договори повинні бути французькою мовою. Якщо реклама містить в собі іноземні слова, то повинен бути наданий переклад.
У Канаді, французька мова є офіційною мовою провінції Квебек і однією з двох офіційних мов всієї Канади та провінції Нью-Брансвік. У Квебеку закон про французьку мову вимагає, щоб у державних школах навчання всіх дітей, крім дітей англомовних канадських громадян, велося французькою.
Окрім того, французька — це єдина офіційна мова Гвінеї, Беніну, Гаїті, Габону, Гвіани, Демократичної Республіки Конго, Республіки Конго, Мадагаскару, Малі, Монако, Нігеру, Того. Одна з двох офіційних мов Андорри, Бурунді, Лівану, Руанди, Чаду, Центрально-Африканської Республіки, одна з трьох офіційних мов Бельгії та Люксембургу та одна з чотирьох офіційних у Швейцарії.
На побутовому рівні французька мова широковживана у колишніх французьких та бельгійських колоніях — Алжирі, Конго, Марокко, Сирії, Тунісі та інших.

## Фонетика
У французькій мові 15 голосних, 3 півголосні та 20 приголосних звуків.
Голосні звуки:
[a], [ɛ], [ɛ̃], [e], [i], [œ], [œ̃], [ø], [y], [ɔ], [ɔ̃], [ɑ], [ɑ̃], [o], [u].
Звуки, позначені тильдою — назалізовані, тобто вимовляються в ніс.
Півголосні звуки:
[j], [w], [ɥ].
Лише деякі з голосних звуків мають приблизні відповідники в українській мові, що створює складнощі при передачі українською французьких імен та назв.
У французькій немає м'якого та твердого звуку [l], які відповідали б українським [л] та [ль]. Французький [l] не схожий на жоден з українських варіантів. Передача українською складів [la], [le] і схожих, може здійснюватися різним чином, залежно від усталеної вимови: наприклад, зустрічаються варіанти Лярошфуко та Ларошфуко, Ля-Рошель та Ла-Рошель.
У французькій мові немає звуків, що відповідали б українським «г» та «х». Французька літера «g» читається або як «ж», або як «ґ», літера «h» не читається ніколи.
Французьке речення складається не з окремих слів, а з окремих фраз — ритмічних груп. Наголос завжди падає на останній склад ритмічної групи. У межах однієї ритмічної групи слова вимовляються злитно, без пауз. Наприклад, речення «Elle est intelligente» (Вона розумна) вимовляється: «е-ле-тен-те-ле-жант» із єдиним наголосом на складі «жант». Така побудова мови складає враження ритмічності й поетичності, так наче, розмовляючи, французи декламують вірші.
Злитність слів у ритмічній групі досягається завдяки зчіплюванню, голосовому зв'язуванню й зв'язуванню.
Зчіплювання виникає тоді, коли одне слово закінчується на приголосний звук, а наступне починається з голосного. У такому разі утворюється склад, початкові звуки якого належать одному слову, а кінцеві іншому. У наведеному вище прикладі Elle est вимовляється як «е-ле».
Голосове зв'язування виникає тоді, коли одне слово закінчується голосним звуком, а наступне теж починається голосним звуком. У такому разі вібрація голосових зв'язок не припиняється.
Зв'язування виникає тоді, коли одне слово закінчується літерою, яка не вимовляється, а наступне починається з голосної або німого h. У такому разі літера, що не вимовлялася, вокалізується, утворюючи склад із голосною літерою наступного слова. У наведеному вище прикладі слова est (вимовляється «е») та intelligente (вимовляється «ентележант») утворюють «(л)е-тен-те-ле-жант».
Французькі голосні можуть подовжуватися. Ритмічне подовження виникає в кінці ритмічної групи перед звуками [ʁ], [z], [v], [ʒ] та групою [vʁ]. Історичне подовження характерне для окремих слів.

## Графіка
Писемність на основі латинського алфавіту.
| A | /a/        | а        |
| B | /be/       | бе       |
| C | /ce/       | се       |
| D | /de/       | де       |
| E | /œ/        | е        |
| F | /ɛf/       | еф       |
| G | /ʒe/       | же       |
| H | /aʃ/       | аш       |
| I | /i/        | і        |
| J | /ʒi/       | жі       |
| K | /ka/       | ка       |
| L | /ɛl/       | ель      |
| M | /ɛm/       | ем       |
| N | /ɛn/       | ен       |
| O | /o/        | о        |
| P | /pe/       | пе       |
| Q | /ky/       | ку       |
| R | /ɛʁ/       | ер       |
| S | /ɛs/       | ес       |
| T | /te/       | те       |
| U | /y/        | ю        |
| V | /ve/       | ве       |
| W | /dublɛ ve/ | дубль ве |
| X | /iks/      | ікс      |
| Y | /igʁek/    | ігрек    |
| Z | /zɛd/      | зед      |

Окрім основних літер латинської абетки в французькій мові використовуються діакритичні знаки, що вказують на правильне прочитання тієї чи іншої літери, або дозволяють розрізнити на письмі омоніми.
В французьких словах є багато літер, здебільшого на кінці слова, але іноді й усередині, які не вимовляються, або вимовляються тільки в окремих випадках.
Звук [œ], який позначається на письмі літерою «e», має властивість випадати в тому разі, коли відділяється від інших голосних з обох боків лише одною приголосною літерою. Наприклад, речення «je ne sais pas» (я не знаю) читається приблизно як «же-нсе-па», а речення «mais je ne sais pas» (але я не знаю) читається приблизно як «ме-жне-се-па».

## Граматика
У французькій 10 частин мови: іменник, артикль, прикметник, числівник, займенник, дієслово, прислівник, прийменник, сполучник та вигук.

### Іменник
Французькі іменники бувають двох родів: жіночого й чоловічого.
Зчислювальні іменники мають два числа: однину й множину. В більшості випадків множина французьких слів відрізняється від однини на письмі, але не у вимові, хоча множину можна відрізнити завдяки вживанню різних артиклів та інших означень. Наприклад, une pomme — яблуко (читається приблизно «унь пом»), des pommes — яблука (читається приблизно «де пом»).

### Артикль
Означеними артиклями в французькій мові є: le (чоловічий рід однина), la (жіночий рід однина), les (множина обох родів). Перед голосними та німим h артиклі le, la скорочуються до форми l' . Приклади: le fils (син), la femme (жінка), l'homme (чоловік).
З прийменниками à та de означені артиклі утворюють злиті форми: à + le => au, à + les => aux, de + le => du, de + les => des. Приклади: au fils (синові), aux filles (дочкам), une bagnole du fils (синове авто), une bagnole des filles (авто дочок).
Неозначеним артиклями є: un, une та des для чоловічого, жіночого родів однини та обох родів множини, відповідно. Приклади: un fils, une femme, des femmes.
Часткові артиклі вживаються для позначення певної кількості речовини, перед абстрактними іменниками тощо. Для чоловічого роду та жіночого роду вони, відповідно, мають форму du та de la. Перед голосною літерою або перед німим h в обох випадках частковий артикль має форму de l' . Приклади: du vin (вино), de la viande (м'ясо), de l'eau (вода).

### Прикметник
Прикметники поділяються на дві великі групи: якісні прикметники та означальні або займенникові прикметники.
Якісні прикметники узгоджуються родом та числом з іменником. Здебільшого прикметники стоять у реченні після відповідних іменників (l'Union sovietique, moulin rouge тощо), але деякі прикметники можуть ставитися перед іменником (bel ami, grand prix тощо). Іноді від того, де стоїть прикметник, міняється значення (un homme grand — висока людина, un grand homme — велика людина).
Ступені порівняння якісних прикметників утворюються за допомогою слів plus та moins. У випадку найвищого ступеня порівняння вживається означений артикль: large, plus large, moins large, le plus large, le moins large (широкий, ширший, менш широкий, найширший, найменш широкий).
Означальні (займенникові прикметники) поділяються на присвійні, вказівні, неозначені та питальні.
Присвійні прикметники суть:
- mon, ma, mes — мій, моя, мої
- ton, ta, tes — твій, твоя, твої
- son, sa, ses — його (її, свій), його (її, своя), його (її, свої).
- notre, notre, nos — наш, наша, наші.
- votre, votre, vos — ваш, ваша, ваші.
- leur, leur, leurs — їхній, їхня, їхні.

Перед іменниками жіночого роду, які починаються на голосну або на німе h, вживаються mon, ton, son замість ma, ta, sa.
На відміну від української присвійні прикметники узгоджуються в роді та числі зі словом, яке вони означають, а не з особою, якій відповідна річ належить. Так, українською мовою ми говоримо його стіл та її стіл, в французькій в обох випадках це звучить, як sa table.
Вказівні прикметники суть: ce (цей), cet (цей), cette (ця), ces (ці). Іноді до слів з вказівними прикметниками додають частки ci та là, щоб вказати на близькість або далекість об'єкта чи суб'єкта: cette fille-ci — ось-ця дівчина, cette fille-là — он-та дівчина.
Широка група неозначених прикметників включає в себе такі як chaque — кожен, tout — весь, autre — інший та інші.
До питальних прикметників належать quel, quelle, quels, quelles — який, яка, які, які (щодо багатьох об'єктів жіночого роду).

### Числівник
Французька система числення частково двадцяткова: двадцять (vingt) використовується як базове число в назвах чисел від 60 до 99. Французьке слово для 80 — «quatre-vingts», буквально «чотири двадцятки», і слово для 75 — soixante-quinze, в буквальному сенсі «шістдесят-п'ятнадцять». Ця реформа виникла після Французької революції, щоб об'єднати різні системи числення (в основному двадцяткові біля від узбережжя, через кельтські (бретонські) і норманські впливи). Ця система порівнянна з архаїчним використанням в англійській мові слова score («рахунок»), як у fourscore and seven — буквально «чотири двадцятки і сім» (вісімдесят сім, 87), або «threescore and ten» — буквально «три двадцятки і десять» («сімдесят, 70»).
У старій версії французької мови (у Середньовіччі), всі числа від 30 до 99 можна було сказати або за основою 10 або за основою 20, наприклад, «vint et doze» (двадцять і дванадцять) для 32, «dous vinz et diz» (дві двадцятки і десять) на 50, «uitante» на 80, або «nonante» на 90.
Бельгійська та швейцарська версії французької мови, та версія, вживана в Демократичній Республіці Конго, Руанді та Бурунді, відрізняються в цьому відношенні. У Бельгії та Швейцарії 70 і 90 — це «septante» і «nonante». У Швейцарії, в залежності від місцевого діалекту, 80 може бути «quatre-vingts» (Женева, Невшатель, Юра) або «huitante» (Во, Вале, Фрібур). «Octante» використовувалося в Швейцарії в минулому, але в даний час вважається архаїчним. У Бельгії і в її колишніх африканських колоніях, однак, всюди використовується «quatre-vingts».
Слід також зазначити, що французька, як і більшість європейських мов, використовує крапку або пробіл для відділення класів (трьох сусідніх розрядів), де в англійській мові використовується кома або пробіл. Кома використовується числах французькою мовою як десяткова крапка: 2,5 = «deux virgule cinq».
Основні числа французькою мовою від 1 до 20, наступні:
- Один/одна/одне: un/une /œ̃/ (m) ~ /yn/ (f)
- Два/дві: deux /dø/
- Три: trois /tʁwɑ/
- Чотири: quatre /katʁ/
- П'ять: cinq /sɛ̃k/
- Шість: six /sis/
- Сім: sept /sɛt/
- Вісім: huit /ɥit/
- Дев'ять: neuf /nœf/
- Десять: dix /dis/
- Одинадцять: onze /ɔ̃z/
- Дванадцять: douze /duz/
- Тринадцять: treize /tʁɛz/
- Чотирнадцять: quatorze /katɔʁz/
- П'ятнадцять: quinze /kɛ̃z/
- Шістнадцять: seize /sɛz/
- Сімнадцять: dix-sept /dissɛt/
- Вісімнадцять: dix-huit /diz‿ɥit/
- Дев'ятнадцять: dix-neuf /diznœf/
- Двадцять: vingt /vɛ̃/

### Займенник
Займенники поділяються на особові, присвійні, вказівні, відносні, питальні та неозначені.
Особові займенники, в свою чергу, поділяються на незалежні (наголошені) та придієслівні (ненаголошені).
Незалежні (наголошені) займенники суть: moi, toi, lui, elle, nous, vous, eux, elles, soi — я, ти, він, вона, ми, ви, вони, вони (жіночого роду). Займенник soi є універсальним займенником, який може заміняти будь-який інший.
Придієслівні займенники поділяються на займенники-підмети, займенники-прямі додатки і займенники-непрямі додатки.
Займенники-підмети суть: je, tu, il, elle, nous, vous, ils, elles — я, ти, він, вона, ми, ви, вони, вони (жіночого роду). Придієслівний займенник on заміняє будь-який інший придієслівний займенник.
Різниця між незалежними та придієслівними займенниками в тому, що придієслівні займенники визначають особу, яка здійснює дію, тобто стоять при дієслові. Наприклад, je parle — я розмовляю. Незалежні займенники вживаються тоді, коли треба вказати на особу, наприклад, на запитання «Qui a vu ce film?» (Хто бачив цей фільм?), відповідь буде «Moi». Можна також сказати «Moi, j'ai vu ce film.»
Займенники-прямі додатки суть: me, te, le, la, nous, vous, les, les — мене, тебе, його, її, нас, вас, їх, іх (жіночого роду).
Займенники-непрямі додатки: me, te, lui, lui, nous, vous, leur, leur — мені, тобі, йому, їй, нам, вам, їм, їм (жіночого роду).
Наприклад: Elle n'a pas vu ce film? Il faut le lui montrer! — Вона не бачила цього кіна? Треба його їй показати.
У французькій мові є два адвербіальні займенники, які заміщають додатки, перед якими стоять прикметники à та de. Це займенники y = à + додаток та en = de + додаток. Наприклад, j'y vais — «я туди йду», j'en suis venu — «я звідти прийшов».
Присвійні займенники замінюють іменник, перед яким стоїть присвійний прикметник. Наприклад, C'est mon livre — Це моя книга. С'est le mien — Це мій (моя) (livre, книга, чоловічого роду).
Присвійні займенники суть:
- le mien, la mienne, les miens, les miennes — мій, моя, мої, мої (жіночого роду).
- le tien, la tienne, les tiens, les tiennes — твій, твоя, твої, твої (жіночого роду).
- le sien, la sienne, les siens, les siennes — його (її), його (її), його (її), його (її) (жіночого роду).
- le nôtre, la nôtre, les nôtres, les nôtres — наш, наша, наші, наші (жіночого роду).
- le vôtre, la vôtre, les vôtres, les vôtres — ваш, ваша, ваші, ваші (жіночого роду).
- le leur, la leur, les leurs, les leurs — їхній, їхня, їхні, їхні (жіночого роду).

Вказівні займенники суть: celui, celle, ceux, celles, ce — цей, ця, ці, ці (жіночого роду), це.
До вказівних займенників можуть добавлятися частки -ci, -là, змінюючи значення на «оцей», «отой» тощо.
Вказівний займенник середнього роду се грає роль підмета у реченнях з дієсловом être (бути), наприклад, c'est moi (це я). Цей займенник має також фори сесі (оце), cela (оте), ça (оце).

### Дієслово
Дієслова в французькій мові змінюються за числом та особою, станом, способом та часом.
Станів у французькій мові два — активний та пасивний. Способів чотири: дійсний (l'indicatif), умовний (le conditionnel), кон'юнктив (le subjonctif), наказовий (l'imperatif).
Le subjonctif виконує в реченні ту функцію, яка в українській мові виражається зворотом із «щоб», «щоби», тобто дію уявну, бажану чи небажану, потрібну чи непотрібну. Наприклад, українське «треба, щоб ти сходив до магазину». Якщо в українській мові тут вживається дієслово у формі минулого часу, то в французькій дієслово має окрему форму, яка не збігається із іншими формами дієслова: il faut que tu ailles au magazin. Тому le subjonctif у французькій мові виділяється в окремий спосіб.
За своїм відношенням до об'єкта дієслова поділяються на перехідні дієслова та неперехідні дієслова.
У французькій мові існує також займенникова форма дієслова. Частково ця форма відповідає українським зворотнім дієсловам із часткою -ся. Наприклад, se laver — вмиватися. На відміну від української частка se відміняється в залежності від особи, наприклад, il se lave — він умивається, je me lave — я вмиваюся, nous nous lavons — ми вмиваємося тощо.

#### Часи
Дійсний спосіб має п'ять простих часових форм і п'ять складних часових форм:
| Прості часи            | Складні часи                     |
| ---------------------- | -------------------------------- |
| le présent             | le passé composé                 |
| l'imparfait            | le plus-que-parfait              |
| le passé simple        | le passé antérieur               |
| le futur simple        | le futur antérieur               |
| le futur dans le passé | le futur antérieur dans le passé |

Найуживанішою формою дієслова в минулому часі є passé composé — складний минулий час.
Кондиціоналіс має одну просту й одну складну форму часу: le conditionnel présent та le conditionnel passé.
Кон'юнктив має дві прості та дві складні форми часу: le subjonctif présent — le subjonctif passé, le subjonctif imparfait — le subjonctif plus-que-parfait.
Часова система французької мови налічує також дві надскладні часові форми: le passé surcomposé та le plus-que-parfait surcomposé.
Існують дві перифрастичні форми минулого часу — le passé immédiat та le plus-que-parfait immédiat.
Дві перифрастичні форми майбутнього часу суть: le futur immédiat та le futur immédiat dans le passé.
Інфінітив має дві форми часу: l'infinitif présent та l'infinitif passé.
Дієприкметник має три часи: le participe présent, le participe passé та le participe passé composé.
Наказовий спосіб має єдину часову форму.

#### Дієвідміна
За відмінюванням французькі дієслова поділяються на три групи (дієвідміни):
До I групи належить близько 4000 дієслів, які у інфінітиві закінчуються на -er. Ця група дієслів постійно розширюється. До неї додаються запозичені та новоутворені дієслова.
До II групи належить близько 350 дієслів, які у інфінітиві закінчуються на -ir. Ця група теж жива, оскільки до неї додаються нові слова.
До III групи належать всі інші дієслова, дієслова aller, envoyer та деякі дієслова на -ir. Цю групу дієслів називають мертвою або архаїчною. Відмінювання дієслів, що входять до неї найскладніше, однак, саме до неї належать найуживаніші в мові дієслова.

#### Утворення складних часів
Складні часи в французькій мові утворюються за допомогою службових дієслів avoir (мати) та être (бути). Кожне французьке дієслово відмінюється з одним із цих допоміжних дієслів.
З дієсловом avoir відмінюються самі дієслова avoir та être, всі перехідні дієслова, більшість неперехідних дієслів та безособові дієслова.
З дієсловом être відмінюються всі займенникові дієслова а також невелика кількість неперехідних дієслів, що виражають рух або зміну стану, наприклад, aller (йти), venir (приходити), naître (народитися), mourir (померти) та інші.
Перифрастичні форми минулого часу утворюються за допомогою дієслова venir. Наприклад, je viens de lire cet article («я щойно прочитав цю статтю»).
Перифрастичні форми майбутнього часу утворюються за допомогою дієслова aller. Наприклад, je vais lire cet article («я збираюся прочитати цю статтю»).

### Речення
У французьких реченнях зберігається чіткий порядок слів.
У розповідних реченнях загалом порядок слів такий: підмет + присудок + додатки + обставини. Додатки та обставини, виражені займенниками ставляться після підмета, перед присудком. Наприклад, j'ai vu ce film (я бачив цей фільм) — je l'ai vu (я його бачив) ;je suis venu du travail (я прийшов з роботи) — j'en suis venu (я прийшов звідти).
Заперечні речення утворюються добавлянням перед присудком ne і заперечного слова pas або аналогічних йому після присудка. Наприклад, elle n'est pas jolie (вона не гарна). В усній мові ne здебільшого опускається: elle est pas jolie. Замість pas можуть вживатися point (сильніша форма pas), plus (більше не), rien (ніщо), personne (ніхто), jamais (ніколи), null part (ніде) та інші заперечні слова. Наприклад, elle n'est plus jolie (вона вже не гарна), elle ne sera jamais jolie (вона ніколи не буде гарною), personne ne sera jolie (ніхто не буде гарним).
У французькій мові є дуже багато різних способів утворення запитальних речень. Найпростіший із них аналогічний українському — виразити запитання тоном. Інші способи утворення запитання включають: інверсію, складна інверсія і зворот est-ce que (ескьо) (прямий порядок слів)
наприклад, задаючи запитання до речення Marie a vu ce film, складаємо складну інверсію, бо підмет ім'я Marie a-t-elle vu ce film?
наприклад, задаючи запитання до речення Elle a parlé de ce film, складаємо просту інверсію, бо підмет займеник a-t-elle parlé de ce film?
est-ce que elle parlé de ce film?
quand est-ce que elle parlé de ce film?
de quoi a-t-elle parlé?

### Стверджувальні та заперечні відповіді
На запитання на зразок Est elle jolie? (Чи гарна вона?) можна відповісти Oui (так) або Non (ні).
Якщо ж у запитанні є заперечення: N'est elle pas joile? (Чи не гарна вона?) відповіді змінюються й стають Si (так, вона гарна) або Non (ні, вона не гарна). Така потрійна система виключає непорозуміння, але дуже незвична для людей, які не розмовляють французькою з дитинства.

## Лексика
За оцінками в сучасній французькій мові 12 % (приблизно 4200) серед найпоширеніших слів буденного вжитку, запозичені з інших мов:
- 1054 англійських,
- 707 італійських,
- 505 із старогерманської мови,
- 485 із давньої галльської мови,
- 215 арабських слів,
- 164 з німецької мови,
- 160 кельтських слів,
- 159 голландських,
- 112 перських та із санскриту,
- 101 з мови американських індіанців,
- 89 слів з азійських мов,
- 56 з афро-азійських слів,
- 55 зі слов'янських та балтійських,
- та 144 слів з інших мов.

## Приклад
«Заповіт» Шевченка французькою мовою: (переклад Анрі Абріля): LE TESTAMENT: Quand je mourrai, enterrez-moi: Au milieu de nos plaines,
Su un tertre au milieu de nos steppes: De ma si douce Ukraine,
Pour que je voie les champs immenses,
Les rives escarpées,
Que je puisse entendre le Dniepr: Mugir à mon côté.
Quand le fleuve, loin de l'Ukraine,
Dans la mer bleue profonde: Versera le sang ennemi,
Je quitterai le monde,
Champs et collines… Volerai: Au royaume de Dieu: Pour prier… Mais en attendant,
Je ne connais pas Dieu.
Enterrez-moi et dressez-vous,
Brisez les fers maudits,
Arrosez votre liberté
Du sang de l'ennemi !
Et que dans la grande famille,
Délivrée de ses chaînes,
Avec des mots doux et paisibles: De moi l'on souvienne.
(Джерело: Тарас Шевченко, Заповіт мовами народів світу, К., «Наукова думка», 1989)